# أثر بيئي للموضة

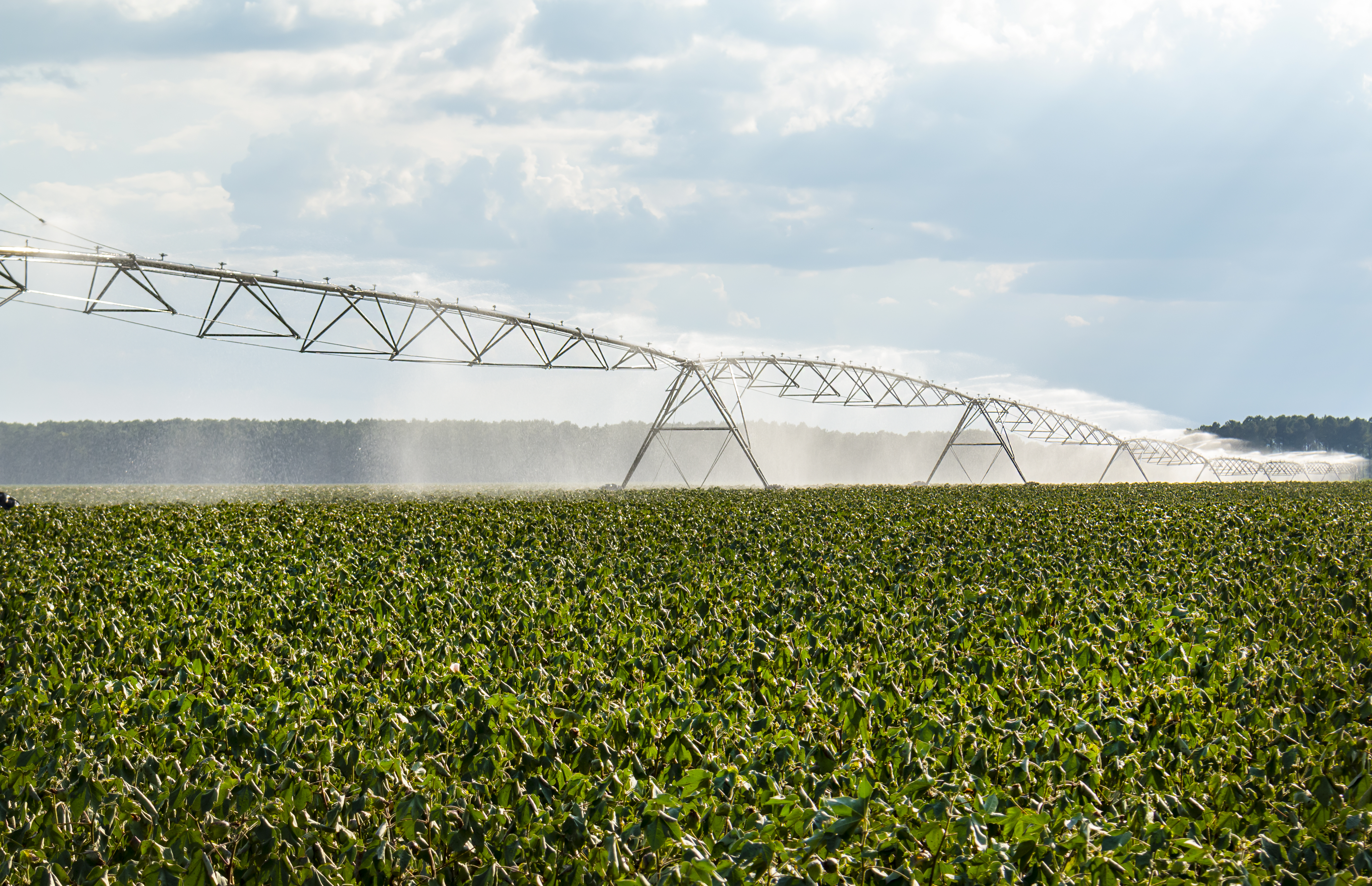
يتطلب إنتاج القطن كمية كبيرة من الماء، كما ينتج مياه الصرف الصحي.

أثر بيئي للموضة تعد صناعة الموضة إحدى أكثر الصناعات الملوثة للبيئة في العالم. يُسهم إنتاج وتوزيع المحاصيل والألياف والملابس المستخدمة في الموضة، في مختلف
أشكال التلوث البيئي، بما في ذلك تلوث المياه والهواء والتربة. تعد صناعة النسيج ثاني أكبر مصدر لتلوث المياه العذبة المحلية في العالم. يحدث التلوث نتيجة بعض العوامل الرئيسية المساهمة في الصناعة، مثل الإنتاج الزائد لقطع الملابس، واستخدام الألياف الاصطناعية، والتلوث الزراعي للمحاصيل المستخدمة في صناعة الموضة.

## الموضة السريعة

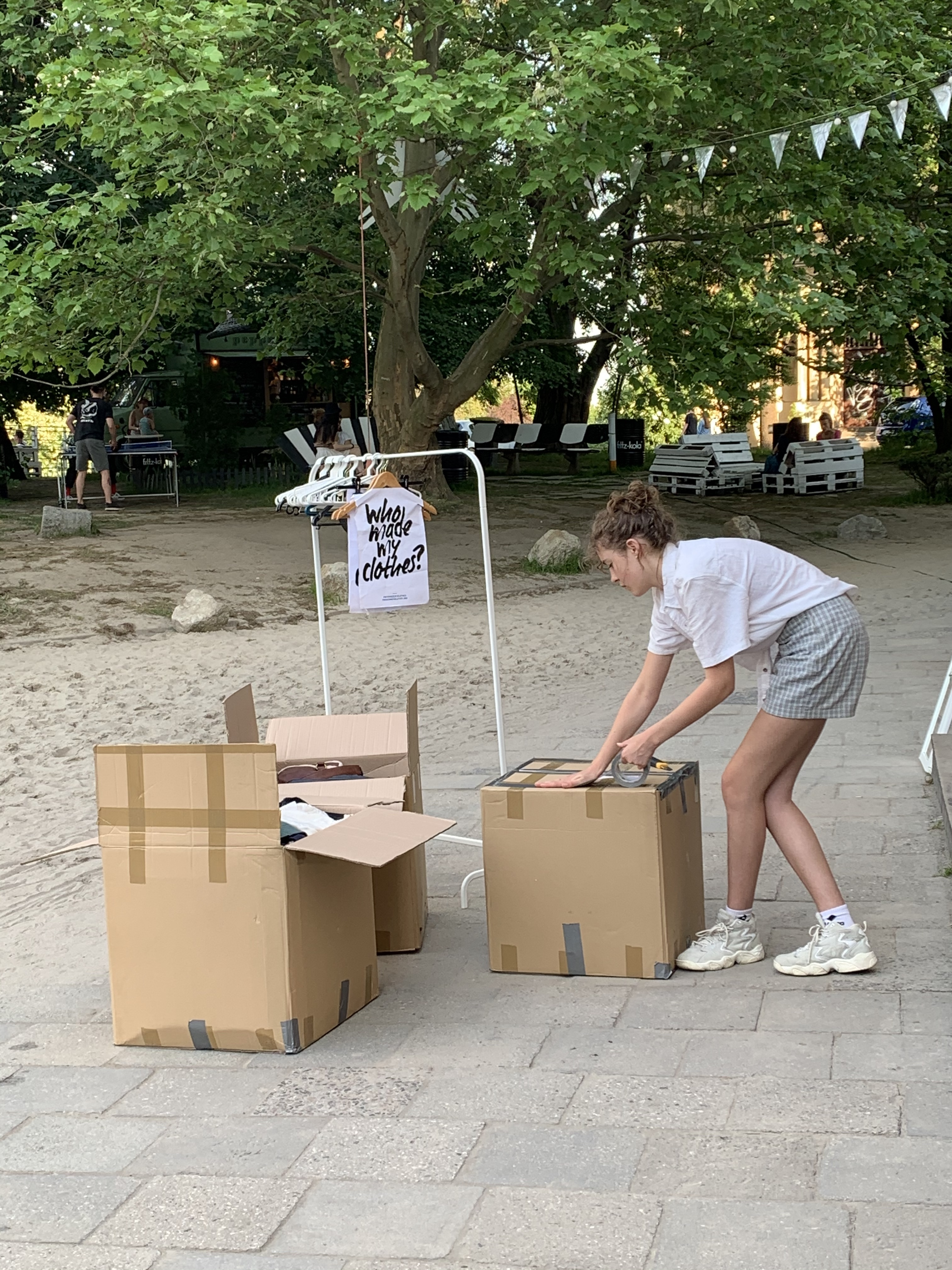
تبادل الملابس في فروتسواف

تضاعفت كمية الملابس الجديدة التي اشتراها الأميركيون ثلاث مرات منذ ستينيات القرن العشرين. خلقت هذه الزيادة الهائلة الحاجة إلى موارد إضافية، وإلى عملية أسرع في إنتاج الملابس. يعد الإنتاج السريع للملابس لمجاراة الاستهلاك السريع للعملاء، أحد أهم المساهمين في إنتاج التلوث. يستهلك العالم بأكمله كل عام أكثر من 80 مليار قطعة من الملابس. تسهم هذه الملابس في تلوث الموارد، إلى جانب إسهامها في التلوث الناجم عن النفايات؛ لأن معظم هذه القطع سيتم التخلص منها يومًا ما.
يستهلك الناس الملابس بكثرة ويريدونها بأسعار رخيصة. يدفع ذلك الشركات المنتجة لقطع الملابس الرخيصة المحققة للربح إلى إنتاج الملابس بأسرع وقت ممكن، الأمر الذي خلق الاتجاه المسمى بالموضة السريعة. تعرف الموضة السريعة بأنها «منهج في تصميم وابتكار الأزياء وتسويقها، وتؤكد على جعل الموضة في متناول المستهلكين بسرعة وبأسعار زهيدة». تتمحور فكرتها حول الإنتاج السريع بالجملة إلى جانب العمالة الرخيصة، ما يجعل الملابس أرخص ثمنًا بالنسبة لمن يشتريها. سمح ذلك للموضة السريعة بالحفاظ على نجاحها الاقتصادي.
يتعلق القلق نحو الموضة السريعة بشكل أساسي بنفايات الملابس التي تنتجها. وفقًا لوكالة حماية البيئة الأمريكية، أُنتج 15.1 مليون طن من نفايات الملابس في عام 2013 فقط. ربما تسبب بعض المواد الكيميائية الموجودة على الملابس، مثل الأصباغ في بعض الملابس النسيجية، ضررًا بيئيًا في حال تسربها إلى الأرض، حين ينتهي بها الحال في مكبات النفايات. تسهم النفايات الزائدة في قضية استخدام مواقع كثيرة لتخزين النفايات والقمامة فقط. تطلق الملابس غير المباعة عند حرقها ثاني أكسيد الكربون إلى الغلاف الجوي. وفقًا لتقرير صدر عن معهد الموارد العالمية، فإن صناعة الموضة السريعة تطلق 1.2 مليار طن من ثاني أكسيد الكربون إلى الغلاف الجوي سنويًا. في عام 2019، أُعلن أن فرنسا تبذل جهدًا لمنع الشركات من حرق الملابس غير المباعة.

## ألياف اصطناعية وألياف طبيعية
نشأت قضية أخرى بسبب الزيادة المستمرة في كمية الملابس المستهلكة، وتتمثل في أن الملابس لم تعد تصنع من مواد ومحاصيل طبيعية. كانت تنتج الملابس بشكل أساسي من «الألياف الطبيعية» مثل الصوف أو القطن أو الحرير، لكن الآن هناك تحول من استخدام الألياف الطبيعية إلى استخدام ألياف النسيج الاصطناعية الأرخص ثمنًا، مثل البوليستر أو النايلون.
يعد البوليستر أحد أكثر الألياف المستخدمة في الموضة حاليًا، إذ يوجد في نحو 60% من الملابس في متاجر التجزئة، أي ما يعادل 21.3 مليون طن من البوليستر تقريبًا. تستمر أيضًا شعبية البوليستر في الازدياد، إذ زادت نسبة استهلاك ملابس البوليستر بمقدار 157% من عام 2000 إلى عام 2015. يصنع البوليستر الاصطناعي من تفاعل كيميائي بين الفحم والنفط (كلاهما وقود أحفوري) والهواء والماء. ينتج عن حرق الفحم كميات كبيرة من ملوثات الهواء، والتي تتضمن ثاني أكسيد الكربون. يُنتج استخدام النفط عدة ملوثات للهواء، مثل الجسيمات المعلقة، وأكسيد النيتروجين، وأحادي أكسيد الكربون، وكبريتيد الهيدروجين، وثنائي أكسيد الكبريت. تعد عملية تصنيع البوليستر والمنتجات المصنعة منه مصدرًا للتلوث، والبوليستر «غير قابل للتحلل الحيوي» أي لا يمكن تحويله إلى حالة موجودة بشكل طبيعي في عالم الطبيعة. يمكن اعتباره منتجًا كثيف الاستخدام للطاقة دون أي ربح صاف؛ نظرًا لكل من الوقت والموارد اللازمة لتصنيعه، بالإضافة إلى كونه غير قابل للتحويل إلى حالة يمكن استغلالها في أي دورة مغذيات طبيعية. عند غسل ملابس البوليستر تصُب اللدائن (البلاستيكات) الدقيقة وتدخل إلى منظومة المياه (شبكات المياه)، مؤدية إلى حدوث تلوث صغير في ممرات المياه، بما في ذلك المحيطات. نظرًا لصغر حجم هذه الملوثات الدقيقة، تمتصها الأسماك الموجودة في الممرات المائية بسهولة وتخزنها في دهون جسمها، وسيمتص البشر أيضًا ملوثات البوليستر الدقيقة في حال استهلاكهم لهذه الأسماك، في عملية تسمى التضخم الحيوي.
تبين امتلاك الألياف الاصطناعية أثرًا سلبيًا على البيئة، لكن الألياف الطبيعية أيضًا تسهم في إنتاج التلوث عن طريق التلوث الزراعي. يتطلب إنتاج القطن كميات كبيرة من مبيدات الآفات والمياه. يعد محصول القطن أكثر المحاصيل تلويثًا للبيئة في العالم لاستخدامه 16% من مبيدات الآفات في العالم. تحتوي مبيدات الآفات بشكل أساسي على النترات والفوسفات. عند تسرب المبيدات إلى منظومات الجداول المحيطة بالمحاصيل الزراعية، تسهم النترات والفوسفات في فرط المغذيات في المياه (تخثث المياه). فرط المغذيات في المياه هي ظاهرة بيئية تؤدي إلى استنزاف الأكسجين، إذ يسبب حمل المغذيات الزائد الناتج عن مبيدات الآفات نمو النباتات بشكل مفرط وموتها.
يُصنع الصوف من فراء الخراف وهي من الحيوانات المجترة، ما يعني إنتاج غاز الميثان (وهو أحد غازات الدفيئة القوية جدًا). يعاني الجلد كذلك من نفس المشكلة نظرًا لكون الأبقار (الماشية) من الحيوانات المجترة أيضًا. بالنسبة للمناطق المعتدلة، يعد الكتان (المصنوع من نبات الكتان) البديل الأفضل، ويعتبر القنب إحدى الخيارات الجيدة أيضًا. يمكن استخدام الجلود المصنعة حيويًا باعتبارها بديلًا جيدًا للجلود الطبيعية.